# Maywood

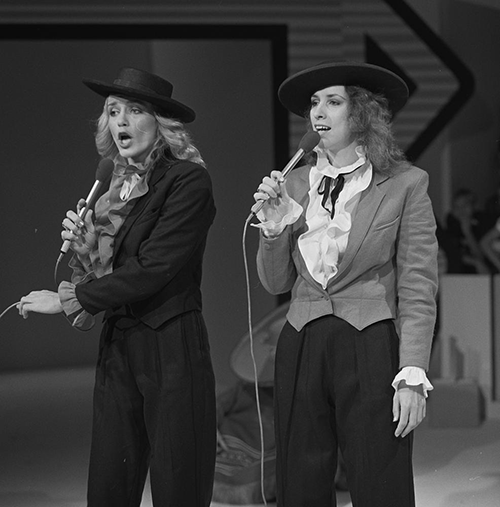
Maywood in 1981

Maywood var en nederländsk popgrupp under 1970- och 1980-talet. Deras största hits var 1980 "Rio" och "Late At Night". Gruppen representerade Nederländerna i Eurovision Song Contest 1990 i Zagreb med Ik wil alles met je delen, som slutade på 15 plats.

## Diskografi

### Album
- 1980 - Maywood
- 1981 - Different Worlds
- 1982 - Colour My Rainbow
- 1983 - Het beste van Maywood
- 1987 - Beside You
- 1990 - Achter De Horizon
- 1991 - 6 Of The Thirties
- 1992 - De Hits Van Maywood
- 1994 - More Maywood
- 1996 - Good For Gold
- 2006 - Box Set 4 CD Collection (only Netherlands)

### Singlar
- 1978 - Since I Met You
- 1979 - You Treated Me Wrong
- 1980 - Mother how are you today
- 1980 - Give Me Back My Love
- 1980 - Late At Night
- 1980 - Mutter (only in Germany)
- 1980 - Lichtermeer (only in Germany)
- 1981 - Pasadena
- 1981 - Distant Love
- 1981 - Rio
- 1981 - Mano
- 1982 - Get Away
- 1982 - Star
- 1982 - Colour My Rainbow (only in Germany)
- 1982 - I Believe In Love
- 1982 - No More Winds To Guide Me (only in Germany)
- 1983 - Ask for Tina
- 1983 - Show Me The Way To Paradise
- 1984 - Late At Night
- 1984 - Standing In The Twilight
- 1985 - It Takes A Lifetime
- 1985 - Lonely Nights
- 1986 - When I Look Into Your Eyes
- 1987 - Help The Children Of Brazil
- 1987 - If You Need A Friend
- 1987 - Break Away
- 1989 - Kom In Mijn Armen
- 1989 - Hey Hey Hey
- 1990 - Ik Wil Alles Met Je Delen
- 1991 - Ik Blijf Naar Jou Verlangen
- 1992 - Stupid Cupid
- 1993 - You And I
- 1993 - Give Me Something
- 1993 - Blue Sunday Morning